# بانک آماگاساکی شینکین
بانک آماگاساکی شینکین (انگلیسی: Amagasaki Shinkin Bank) شرکت خدمات مالی و بانکداری ژاپنی است، که در سال ۱۹۲۱ تأسیس شد.